# باربرا سوكي
باربرا سوكي (بالإنجليزية: Barbara Soky)‏، هي مُمثلة نيجيرية.

## الجوائز
في 2013 فازت سوكي بجائزة أفضل مُمثلة في دور مُساعد في إطار حفل توزيع جوائز أفلام نوليوود، عن دورها في فيلم «جسر الأمل» (بالإنجليزية: Bridge of Hope)‏. في 2014 رُشحت لنفس الجائزة عن دورها «السيدة نوانكوو» في فيلم حارس الأخ في حفل توزيع جوائز الأكاديمية الأفريقية للأفلام.

## روابط خارجية
باربرا سوكي على موقع IMDb (الإنجليزية)